# 阿夸维瓦-普拉塔尼
阿夸维瓦-普拉塔尼（義大利語：Acquaviva Platani），是意大利西西里大区卡尔塔尼塞塔省的一个市镇。总面积14平方公里，人口1045人，人口密度74.6人/平方公里（2009年）。ISTAT代码为085001。